# Камен Вичев
Проф. д-р Камен Вичев е български католически свещеник, успенец.

## Биография
Петър Вичев е роден на 23 май 1893 г. в с. Срем, Тракийска епархия, Бургаска област в семейство на православни родители, в което две от шестте момчета стават по-късно монаси успенци. Първоначално учи в малката семинария в Кара-Агач, близо до Одрин. През септември 1910 г. става послушник в ордена на Успенците в град Гемп, недалеч от Лувен в Белгия и приема името Камен. През 1912 г. започва богословското си образование в Лувен, където следва философия и теология до лятото на 1918 г.
След като се завръща в България е назначен преподавател в колежа „Свети Августин” в Пловдив, а по-късно в малката семинария в района Кум-Капу в Цариград. Там на 22 декември 1921 г. е ръкоположен за свещеник от Източен обред в Цариград. После следва теология в Страсбург и Източния институт в Рим. В Рим подготвя дисертация по богословие, която защитава в университета в Страсбург през 1929 г.
През 1930 г. е назначен за учител по философия и директор по учебна работа в колежа „Свети Августин“ в Пловдив, където преподава до закриването му на 2 август 1948 г. Изнася лекции на теми свързани с младежта и обществения живот. Сътрудник е на Католическия вестник „Истина“ и списание „Византийски изследвания“. Когато колежът е затворен, отец Камен става отговорник на семинарията в Пловдив. През 1948 г. всички свещеници-чужденци са прогонени от България и отец Камен е провъзгласен за областен викарий на българите успенци.
Заедно с още двама свещеници отец Камен е арестуван през нощта на 4 юли 1952 г. и обвинен, че е водач на католически заговор срещу сигурността на държавата. На 3 октомври 1952 г. Софийски градски съд произнася присъдите на 40 души съдени с отец Камен по един от т.нар. Католически процеси. Той е вписан на първо място в обвинителния акт като ръководител на заговора. Четирима души са осъдени на смърт чрез разстрел: никополският епископ Евгений Босилков, отец Камен Вичев, отец Павел Джиджов и отец Йосафат Шишков.
Присъдата е изпълнена в Централния софийски затвор през нощта на 11 ноември 1952 г. и не е известно точно къде са погребани екзекутираните.
Отец Иван Вичев е негов брат, а отец Велик Вичев e негов племенник.
В близост до катедралния храм „Свети Лудвик” в Пловдив е издигнат паметник на отец Камен Вичев. Паметникът е осветен на 11 ноември 2000 г.
На 26 май 2002 г. Папа Йоан Павел II на специална литургия-провъзгласяване на площад „Централен“ в Пловдив обяви отците Йосафат Шишков, Павел Джиджов и Камен Вичев за блажени.